# 凌沧洲
凌沧洲（1967年10月—），原名骆爽，中国作家，杂文家，媒体人。

## 简历
凌沧洲，作家，杂文家，媒体人。1967年10月出生，1986年毕业于复旦大学。曾任《中国青年》杂志社会版主编、《青年报刊世界》杂志主编、《大学生》杂志社副总编辑、北京娱乐信报社副总编辑，《出版商务周报》总编辑。
20世纪90年代初期，出版《文坛“厚黑学”》一书，从文化领域的批判开始，以其《“批判”文化人》《文化人批判》《现代人批判》《每一个字都可疑》等书籍。
2000年后，凌沧洲转型写作了《莎翁智慧》一书并先后在大陆与台湾出版。2006年底，出版畅销书《罗马与长安》。随后出版的《征服者帝国——中西文明的不同命运与选择》《龙血狼烟——中国文化的基因碰撞与裂变》两书。
2012年出版长篇小说《吸血鬼公司》。2009年，發起不支持謊言宣言運動。凌沧洲还执笔发表了《抵制央视、拒绝洗脑》以及《中秋节文化宣言》等作品。

## 著述

### 主要著作
- 《文坛厚黑学》（中国国际广播出版社1992年版）
- 《蓝色幽默》（中国国际广播出版社1993年版）
- 《“批判”文化人》（中国社会出版社1995年版）
- 《文化人批判》（中国社会出版社1996年版）
- 《现代人批判》（中国民航出版社1998年版）
- 《每一个字都可疑》（中华工商联合出版社1999年版）
- 《一个特立独行青年思想家的坦白》（台海出版社2002年版）
- 《莎翁智慧》（中国华侨出版社2004年版，台湾版《莎翁密码》）
- 《罗马与长安——中国历史的谎言与真相》（当代中国出版社2006年版）
- 《征服者帝国——中西文明的不同命运和选择》（中国工人出版社2009年版）
- 《龙血狼烟——中国文化基因的碰撞与裂变》（中国工人出版社2010年版）
- 《吸血鬼公司》（中国时代经济出版社2012年版）

### 代表诗作
- 《“啊，天哪！船在颤抖！船在下沉！”》
- 《黑窑童奴——大地上的恐惧、尸身和泪水》
- 《哀我中国——地震/瘟疫/废墟掩埋的孩子》